# پسران همسایه (فیلم ۱۹۸۵)
پسران همسایه (به انگلیسی: The Boys Next Door) فیلمی محصول سال ۱۹۸۵ و به کارگردانی پنلوپه اسفیریس است. در این فیلم بازیگرانی همچون چارلی شین، مکسول کالفیلد، پتی دی آبانویلی، کریستوفر مک‌دونالد، مون زاپا، گرانت هسلو و ونس کالویگ ایفای نقش کرده‌اند.